# Kulturelles Museum Mossul

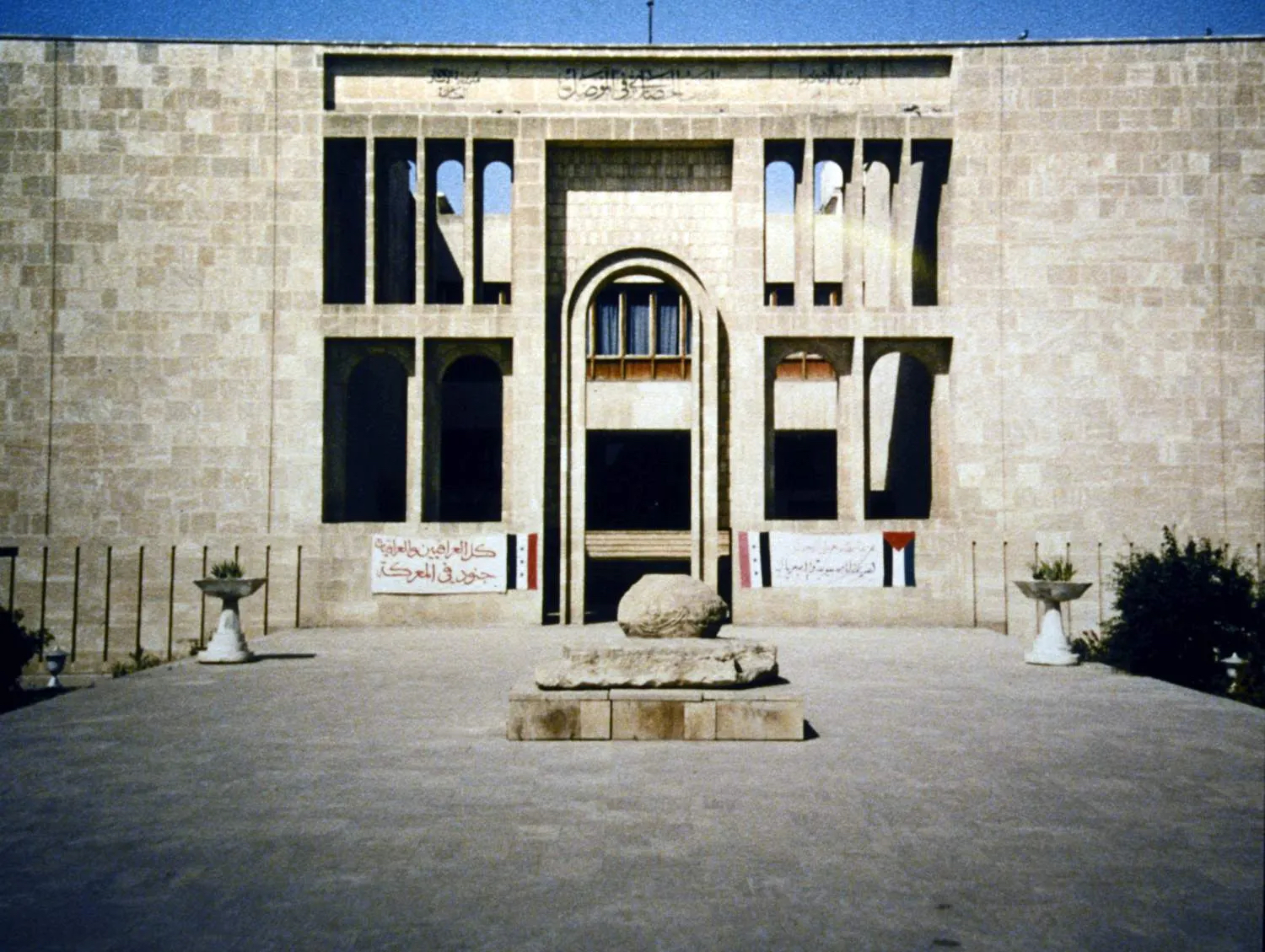
Kulturelles Museum Mossul (1980)

Das Kulturelle Museum Mossul, arabisch متحف الموصل, DMG Matḥaf al-Mawṣil, ist ein archäologisches Museum in Mossul, Irak, das zweitgrößte archäologische Museum des Landes nach dem Irakischen Nationalmuseum in Bagdad. Es wurde 1952 gegründet und beherbergt in vier Abteilungen assyrische Funde aus Nimrud, hellenistische und parthische Fundstücke aus Hatra, Funde aus islamischer Zeit und prähistorische Objekte aus Tell Hassuna und anderen Fundstätten des nördlichen Irak.

## Geschichte

### Gründung und Umzug
Bei seiner Gründung im Jahr 1952 verfügte das Museum nur über eine einzelne kleine Halle als Ausstellungsfläche. 1974 erfolgte der Umzug in ein größeres Gebäude, welches ab 1969 von Mohammed Makiya entworfen wurde.

### Plünderungen im Irakkrieg
Im Irakkrieg 2003 wurde das Museum ein Opfer von Kunstraub und Plünderungen. Als Reaktion hierauf wurden im April 2003 etwa 1500 kleinere Objekte ins Irakische Nationalmuseum ausgelagert, da man sich dort bessere Sicherheitsbedingungen erhoffte. Allerdings waren beide Museen in der Folgezeit weiteren Plünderungen ausgesetzt. Zu den geraubten Ausstellungsstücken gehörten 30 Bronzeplatten des Stadttores von Balawat. Eine genaue Bestandsaufnahme über das Gesamtausmaß der Plünderungen von 2003 und eventuelle Rückgaben an das Mosul Museum existiert bislang nicht.

### Wiederaufbau
Nach dem Irakkrieg folgte ein langjähriger Wiederaufbau. Anfang 2014 wurden wegen Renovierungsarbeiten rund 1700 der 2400 Sammlungsobjekte nach Bagdad ausgelagert.

### Zerstörungen durch den Islamischen Staat
Das Museum bereitete sich auf eine Wiedereröffnung vor, als Mossul im Juni 2014 durch die Terrororganisation Islamischer Staat (IS) eingenommen wurde. Anfang 2015 wurden große Teile der Ausstellung, vor allem assyrische und parthische Skulpturen und Reliefs, von IS-Mitgliedern mit Vorschlaghämmern und Presslufthämmern zerstört. Darunter befand sich das Wahrzeichen des Museums, die berühmte Türhüterfigur (assyr. „Lamassu“) von der Außenseite des assyrischen Nergal-Tores (7. Jahrhundert vor Christus), des Nordtores in der Befestigung der Stadt Ninive, die nach einem Propagandavideo des  IS mit einem Presslufthammer vernichtet wurde (ebenfalls weitgehend zerstört wurden die vor Ort verbliebenen Lamassu der Innenseite des Nergal-Tores). Bei mehreren Reliefs und einigen der assyrischen Statuen handelte es sich offenbar nicht um Originale, sondern um Gips-Repliken von Objekten aus anderen Museen. Das IS-Video zeigt außerdem die Zerstörung gut erhaltener Figuren aus den Tempeln der Weltkulturerbestätte Hatra. Hierzu gehörten fünf Statuen von Königen (Uthal, Sanaṭrūq II. sowie zwei unbekannte Könige), zwei Statuen von Adligen (ein Makai ben Nashri und eine unbekannte Person), der Torso einer Venus-Statue, Bildnisse eines Löwen und eines Adlers, drei Reliefs sowie Gipskopien der Statue einer Göttin, einer Statue des Herakles sowie einer großen Maske. Drei weitere Reliefs schienen die Zerstörungen offenbar unbeschadet überstanden zu haben.
Als Reaktion auf den Mossuler Bildersturm forderte Irina Bokowa, Generaldirektorin der UNESCO, am 27. Februar 2015 eine Sondersitzung des UN-Sicherheitsrats. In Crowdsourcing versucht eine Gruppe von Archäologen, das Museum und seine Objekte digital zu rekonstruieren.
Im Zuge der Schlacht um Mossul drangen irakische Truppen am 7. März 2017 ins Stadtzentrum vor und erlangten dabei die Kontrolle über wichtige Regierungsgebäude, aber auch das Mossul-Museum zurück. Eine erste Bestandsaufnahme zeigte, dass die in Mossul verbliebenen Objekte nahezu vollständig zerstört oder geplündert worden waren. Nahezu alle großen Reliefs und Statuen waren zertrümmert und Vitrinen mit Kleinobjekten sowie ein Keller mit nicht ausgestellten Objekten ausgeraubt worden. Vermutlich wurden diese Objekte ins Ausland geschmuggelt. Lediglich einige arabische Manuskripte scheinen die Verwüstungen überstanden zu haben.